# Ella Negruzzi
Ella L. Negruzzi (Hermeziu, 11 settembre 1876 – Bucarest, 19 dicembre 1949) è stata una giurista rumena, figura di spicco del movimento femminista in Romania nel periodo interbellico.

## Biografia
Era figlia dello scrittore e politico di Iași Leon C. Negruzzi (1840-1890), nipote di Iacob Negruzzi (1893-1894, docente all'Università di Iași, membro fondatore della società letteraria Junimea e presidente dell'Accademia Rumena) e sorella minore del generale Mihai Negruzzi (1873-1958). Sposò Nicolae Beldiman, dal quale divorziò dopo un breve periodo.
Frequentò la scuola elementare, la scuola secondaria femminile (l'attuale il Collegio "Mihai Eminescu" di Iași) e la Facoltà di giurisprudenza di Iași, con la specializzazione in giurisprudenza, filosofia e storia. Dopo la laurea ottenuta ad aprile 1913, chiese di essere ammessa nell'ordine degli avvocati di Iași nel 1914, ma la sua domanda fu respinta in quanto non aveva il diritto di voto (essendo una donna). Dopo diverse cause legali che durarono quasi sei anni, Ella Negruzzi divenne la prima avvocata in Romania, lavorando come avvocata nel Collegio Covurlui - Galați e dal 1919 in quello di Bucarest. 

Tra il 1914 e 1918, durante la prima guerra mondiale lavorò come infermiera negli ospedali di Iași e partecipò nella prima linea. Nel 1917, insieme ad altri attivisti, inviò una lettera al parlamento rumeno chiedendo diritti politici per le donne. Nel periodo interbellico continuò la sua militanza per i diritti delle donne, ponendo insieme a Maria Baiulescu e Elena Meissner, le basi dell'Associazione per l'emancipazione civile e politica delle donne in Romania (Asociatia pentru Emanciparea Civila si Politica a Femeilor din Romania (AECPFR)), di cui divenne presidente. L'associazione da lei fondata ebbe come obiettivo l'emancipazione delle donne in tutti i campi e l'occupazione di quelle posizioni sociali e politiche corrispondenti alla formazione e alla capacità di ciascuna. Sostenitrice della corrente che vedevano le donne come membri attivi dei partiti politici (per ottenere seggi nelle amministrazioni centrali e locali), fu lei stessa componente del Partidul Naţional Ţărănesc (PNT), con un seggio nel Consiglio comunale di Iași ottenuto dopo le elezioni del 1929. Focalizzò la sua attenzione sulle donne dei villaggi, avviando circoli culturali e fondando case della cultura dove mostrò agli abitanti come organizzare la propria famiglia e come educare i propri figli. Una condizione sine qua non del progetto era quello di dare alle donne il diritto di voto. Alla domanda Perché una donna chiede il diritto di voto?, l'avvocata Ella Negruzzi rispose: 
(George Marcu,)
Dopo l'istituzione del fascismo in Germania, Ella Negruzzi divenne una combattente contro la guerra, facendo parte dell'organizzazione "Gruppo di avvocati democratici", fondata nel 1935. Nel 1936 fondò anche il "Fronte delle donne", con il quale organizzò numerosi incontri e conferenze indirizzate al coinvolgimento delle donne nelle azioni di difesa dei loro diritti economici, politici, sociali e culturali.